# Stadio Is Arenas
Pour les articles homonymes, voir Is Arenas.
Le Stadio Is Arenas est un stade italien de football et d'athlétisme de 16 200 places situé à Quartu Sant'Elena, près de Cagliari, en Sardaigne. 

## Historique
À compter de la saison 2012-2013, c'est le stade du Cagliari Calcio pour au moins trois saisons. Toutefois, le président a annoncé lors d'une réunion que son équipe n'y jouerait plus ses rencontres à domicile à compter de la saison 2013-2014. Un retour au stade initial de Sant'Elia est envisagé. 
La piste d'athlétisme qui n'était pas aux normes sera démontée pour être reconstruite ultérieurement selon les normes de l'IAAF quand le stade sera rendu à son usage initial.